# Sebastes borealis
Sebastes borealis es una especie demersal en alta mar distribuida desde el sureste de la península de Kamchatka, Rusia, hasta Fort Bragg, California. Alcanza longitudes superiores a un metro (>39 pulgadas) y pesa hasta 20 kg (44 libras). En el golfo de Alaska, el S. borealis es muestreado anualmente durante las prospecciones de pesca con palangre; es más abundante entre profundidades de 300-400 metros (984,3-1312,3 pies).
Se cree que la vida del S. borealis puede alcanzar hasta los 120 años, por detrás de Sebastes aleutianus, estimada en 140 años, que es el más longevo. Esto convierte al pez roca en uno de los peces vivientes más longevos del mundo.
La cosecha comercial en el Golfo de Alaska comenzó a principios de la década de 1960, cuando las flotas de arrastre se dirigían a especies más abundantes.  En los últimos años, las altas tasas de captura indican que la flota nacional de arrastre se dirige a esta especie; el pez roca de rastreador corto comprendía el 14.9% de la composición de especies del pez roca de pendiente cosechado en 1990, aunque los datos de la encuesta de arrastre indican que solo representaban el 2.5% de la biomasa.
En 1991, se establecieron límites de captura para el pez roca de shortraker para evitar la sobreexplotación de esta especie en el Golfo de Alaska. Los límites de captura se basan en estimaciones de biomasa derivadas de las tasas de captura de arrastre de fondo. Sin embargo, estas estimaciones de biomasa son cuestionables, porque se desconoce la eficiencia de captura de las redes de arrastre de fondo en los pescadores de corta distancia. Los pescadores informan que los pescadores de escalas recogen el hábitat accidentado fuera del fondo y por encima en áreas de pendientes pronunciadas donde las redes de arrastre de fondo no pueden muestrear eficazmente.

## Etimología
Sebastes proviene de la palabra griego sebastes (augusto, venerable), mientras que la palabra latina borealis significa "del norte" y hace referencia a su hábitat ártico.

## Reproducción
Es de fertilización interna y vivíparo. En California, la época reproductiva tiene lugar en mayo.

## Depredadores
En Rusia es depredado por el bacalao del Pacífico (Gadus macrocephalus), Polypera simushirae y Bathyraja maculata.

## Especímenes de registro
La edad de los peces se estima contando los anillos de crecimiento en su hueso del oído, conocidos como otolitos, similar a la datación de la edad de los árboles. Sin embargo, el método solo es preciso en regiones templadas, donde las variaciones entre las tasas de crecimiento de la estación cálida y fría crean bordes de anillo distintos. Tanto en las aguas tropicales como en las árticas se hace muy difícil distinguir tales variaciones anuales. Sin embargo, dado que se considera que el pez roca rastreador capturado en Sitka proviene de aguas a lo largo del límite de las regiones templadas y árticas, los anillos de crecimiento anual pueden ser ligeramente discernibles.
El récord para el espécimen más longevo es de 175 años, establecido por un espécimen de 32.5 pulgadas.
En 2007, los pescadores capturaron un espécimen que se estimaba tenía entre 90 y 115 años. El pez pesaba 62 libras (28,1 kg) y medía 112 cm. Fue capturado al sur de las islas Pribilof a una profundidad estimada de 2100 pies (640,1 m).
En 2013, Henry Liebman, un pescador deportivo de Seattle, capturó un espécimen de 900 pies (274,3 m) debajo de la superficie y 10 millas de la costa cerca de Sitka, Alaska. Los expertos creían que el pez de 42 pulgadas, 39,08 libras (17,7 kg) era el más antiguo jamás capturado, con una edad estimada de 200 años. Más tarde se descubrió que el pez tenía solo 64 años.

## Observaciones
Es inofensivo para los humanos, su índice de vulnerabilidad es de alto a muy alto (71 de 100) y puede alcanzar una longevidad de 157 años.